# Rivière Fiedmont
Rivière Fiedmont är ett vattendrag i Kanada.   Det ligger i provinsen Québec, i den sydöstra delen av landet, 300 km nordväst om huvudstaden Ottawa. Rivière Fiedmont ligger vid sjön Lac Boudreau.
I omgivningarna runt Rivière Fiedmont växer i huvudsak blandskog. Runt Rivière Fiedmont är det glesbefolkat, med 13 invånare per kvadratkilometer.